# Гужавин, Василий Андреевич
Василий Андреевич Гужавин (9 января 1897, д. Гужавино, Вятская губерния, Российская империя — после 1952 года, Москва, СССР) — советский военачальник, полковник (09.05.1940).

## Биография
Родился 9 января 1897 года в деревне Гужавино, ныне  Шурминского сельского поселения Уржумского района, Кировской области. Русский. В 1913 году окончил 4-классное городское училище в селе Шурма и с сентября служил писарем в городе Уржум в уездном съезде.

### Военная служба

#### Первая мировая война и революция
7 августа 1915 года мобилизован на военную службу и зачислен в 107-й пехотный запасной батальон в город Пермь. В сентябре направлен на Западный фронт в 292-й пехотный Малоархангельский полк 73-й пехотной дивизии, а в ноябре оттуда юнкером в Псковскую школу прапорщиков. 13 марта 1916 году окончил ее, произведен в прапорщики и назначен младшим офицером в 18-й стрелковый полк 5-й Сувалкской стрелковой дивизии. В январе 1917 года его 3-й батальон был выделен на формирование 681-го пехотного Алтайского полка 171-й пехотной дивизии в городе Речица. В сентябре откомандирован из полка в городе Жиздра Калужской губернии, где служил командиром роты в 303-м запасном пехотном полку. Последний чин — подпоручик. В январе 1918 года убыл в отпуск, а по его окончании в марте демобилизован Уржумским воинским начальником. По увольнении с мая по август 1918 года учился на курсах бухгалтеров в городе Казань, затем служил в офицерском рабочем батальоне.

#### Гражданская война
1 декабря 1918 года призван в РККА и направлен командиром взвода на Казанские пехотные командные курсы. С мая 1919 года командовал взводом и ротой на 12-х Киевских командных курсах. В составе отдельного отряда курсантов и 3-го маневренного резервного полка Особой курсантской бригады воевал на Южном фронте против банд Зеленого, Ю. Тютюнника и других, войск генерала А. И. Деникина под Киевом. В октябре курсы были переведены в город Вятка, а  Гужавин назначен командиром взвода 106-х Вятских командных курсов. С февраля 1921 года там же командовал ротой в 508-м Вятском стрелковом полку.

#### Межвоенные годы
С августа 1922 года служил в 169-м Пермском стрелковом полку 57-й стрелковой дивизии ПриВО в городе Пермь помощником командира и командиром роты, начальником полковой школы и командиром батальона, пом. командира полка по строевой части. В 1926 году окончил курсы «Выстрел».  С февраля 1932 года там же исполнял должность пом. командира по строевой части 244-го стрелкового полка 82-й стрелковой дивизии. В январе 1935 года назначен военруком Пермской высшей коммунистической сельскохозяйственной школы. С марта 1936 года был преподавателем тактики и командиром батальона курсантов в Тамбовском Краснознаменном пехотном училище. Член ВКП(б) с 1938 года. 16 июля 1939 года назначен командиром 51-го стрелкового полка 93-й стрелковой дивизии ЗабВО в городе Чита. С мая 1940 года исполнял должность начальника пехоты и заместителем командира этой же дивизии. В 1940 году  заочно окончил Военную академию им. М. В. Фрунзе.

#### Великая Отечественная война
11 августа 1941 года полковник Гужавин  назначается командиром 41-й запасной пехотной бригады. С 21 июля 1942 года там же был допущен к командованию 103-й стрелковой дивизией. Командуя этими соединениями, занимался формированием и боевой подготовкой подразделений и частей для фронта. 19 июля 1943 года командирован на учебу в Высшую военную академию им. К. Е. Ворошилова. По окончании ее ускоренного курса в декабре направлен на Белорусский фронт и с 21 декабря допущен к командованию 110-й стрелковой дивизией. Воевал в составе 121-го стрелкового корпуса 50-й армии на Белорусском (с 24 февраля 1944 г. — 1-м	Белорусском), а с 23 апреля — 2-м Белорусском фронтах. В феврале 1944 года ее части принимали участие в Рогачевско-Жлобинской наступательной операции, в ходе которой с небольшими потерями форсировали реку Днепр и овладели нас. пунктами Тайманово, Ленино, Калинино. Затем они находились в обороне на захваченном плацдарме. 14 июня 1944 года он был отстранен от командования и зачислен в распоряжение Военного совета 2-го Белорусского фронта, затем 7 июля назначен начальником курсов младших лейтенантов этого же фронта. В этой должности воевал до конца войны.

#### Послевоенное время
После войны с августа 1945 года исполнял должность начальника курсов усовершенствования офицеров пехоты СГВ. С сентября по ноябрь 1946 года состоял в распоряжении Управления кадров Сухопутных войск, затем был прикомандирован к Военной академии им. М. В. Фрунзе для использования на преподавательской работе. Здесь он проходил службу в должностях старшего преподавателя по оперативно-тактической подготовке и тактического руководителя учебной группы основного факультета, затем старшего преподавателя кафедры общей тактики. 31 декабря 1951 года  полковник Гужавин уволен в запас.

## Награды
- орден Ленина (21.02.1945)[5][6]
- два ордена Красного Знамени (03.11.1944[6][7], 20.06.1949[6][8])
- орден Отечественной войны I степени (04.11.1944)[9]
  - медали в том числе:
  - «XX лет Рабоче-Крестьянской Красной Армии» (1938)[9]
  - «За победу над Германией в Великой Отечественной войне 1941—1945 гг.» (1945)